# سیارک ۱۱۷۰۸۶
سیارک ۱۱۷۰۸۶ (به انگلیسی: 117086 Loczy، نامگذاری:2004LZ23) صد و هفده هزار و هشتاد و ششمین سیارک کشف شده‌است که در ۸ ژوئن ۲۰۰۴ کشف شد.